# بروس بالمر جونيور
بروس بالمر الابن (بالإنجليزية: Bruce Palmer, Jr.)‏ (13 أبريل 1913 - 10 أكتوبر 2000) كان جنرال في جيش الولايات المتحدة ونائب لرئيس أركان جيش الولايات المتحدة من يوليو إلى أكتوبر 1972 .

## روابط خارجية
- موقع مقبرة أرلينغتون